# Mikdat Sevler
Mikdat Sevler (né le 21 janvier 1998 à Mersin) est un athlète turc, spécialiste du 110 m haies.
Le 26 juin 2019, il améliore le record national, qui lui appartenait, en 13 s 81, en demi-finales des Jeux européens 2019 à Minsk.
Il porte son record à 13 s 42 le 5 juin 2021, en remportant les championnats de Turquie à Bursa. Il conserve son titre en 2022 avec un nouveau record à 13 s 36.
Il détient aussi le record de Turquie du 60 m haies (salle), obtenu en séries des championnats du monde d'athlétisme en salle 2022. 

## Records
| Épreuve            | Marque       | Lieu     | Date         |
| ------------------ | ------------ | -------- | ------------ |
| 110 m haies        | 13 s 36 (NR) | Bursa    | 25 juin 2022 |
| 60 m haies (salle) | 7 s 70 (NIR) | Belgrade | 20 mars 2022 |